# Cephalodiscus graptolitoides
Cephalodiscus graptolitoides är en djurart som tillhör fylumet svalgsträngsdjur, och som beskrevs av Dilly 1993. Cephalodiscus graptolitoides ingår i släktet Cephalodiscus och familjen Cephalodiscidae. Inga underarter finns listade i Catalogue of Life.